# سوگاز
سوگاز (انگلیسی: Sogaz) شرکت بیمه روسی است، که در سال ۱۹۹۳ توسط شرکت گازپروم تأسیس شد.